# Francesco Predari
Francesco Predari (Griante, 16 luglio 1809 – La Spezia, 3 gennaio 1870) è stato uno storico, enciclopedista e bibliotecario italiano.
In gioventù viaggiò in Germania e in Africa. In seguito assunse l'incarico di bibliotecario a Brera, trasferendosi poi, nel 1844, a Torino dove diresse l'Enciclopedia popolare dell'editore Pomba. In seguito fondò e diresse il mensile L'antologia italiana (1846-48), cui collaborarono Balbo, d'Azeglio, Cavour e Gioberti. Compilò diversi dizionarî e opere enciclopediche, scrisse opere storiche (I primi vagiti della libertà italiana in Piemonte, 1861); etnografiche (Origine e vicende de' zingari,1841), e si occupò di filosofia (Bruno, Campanella, ecc.).